# Бонче
Бонче (мкд. Бонче) је насеље у Северној Македонији, у јужном делу државе. Бонче припада општини Прилеп.

## Географија
Насеље Бонче је смештено у јужном делу Северне Македоније. Од најближег већег града, Прилепа, насеље је удаљено 25 km јужно.
Бонче се налази у средишњем делу Пелагоније, највеће висоравни Северне Македоније. Село је смештено у источном делу поља. Североисточно од њега издиже се Дрен, а јужно планина Селечка планина. Надморска висина насеља је приближно 800 метара.
Клима у насељу је планинска због знатне надморске висине.

## Становништво
По попису становништва из 2002. године Бонче је имало 45 становника.
Претежно становништво у насељу су етнички Македонци (100%).
Већинска вероисповест у насељу је православље.